# Municipio de Wayne (condado de Jones)
El municipio de Wayne (en inglés, Wayne Township) es una municipio del condado de Jones, Iowa, Estados Unidos. Según el censo de 2020, tiene una población de 634 habitantes.

## Geografía
Está ubicado en las coordenadas 42°9′54″N 91°11′22″O / 42.16500, -91.18944. Según la Oficina del Censo de los Estados Unidos, tiene una superficie total de 93.74 km², correspondientes en su totalidad a tierra firme.

## Demografía
Según el censo de 2020, hay 634 personas residiendo en la zona. La densidad de población es de 6,76 hab./km². El 95,43 % de los habitantes son blancos, el 0,32 % son afroamericanos, el 0,47 % son asiáticos el 1,74 % son de otras razas y el 2,05 % son de una mezcla de razas. Del total de la población, el 2,21 % son hispanos o latinos de cualquier raza.